# Énergie à la Jamaïque
Le secteur de l'énergie à la Jamaïque est caractérisé par un niveau de consommation par personne assez faible et une très forte dépendance au pétrole importé.

## Combustibles fossiles
La Jamaïque n'a aucune production de pétrole, de gaz naturel ou de charbon. Les travaux d'explorations menés dans le passé sur l'île ont montré plusieurs fois des traces de pétrole ou de gaz, mais sans jamais révéler de gisement exploitable. Le pays a lancé l'exploration de ses eaux territoriales et Tullow Oil a lancé fin 2017 des travaux de prospection sismique.

## Secteur aval
La raffinerie Pétrojam à Kingston (Jamaïque) est la seule du pays. Dotée d'une capacité de distillation de 35 000 barils par jour, elle appartient à 51% au gouvernement jamaïcain et à 49% à PDVSA (Venezuela). Début 2018, Pétrojam a annoncé son intention d'augmenter la capacité de la raffinerie et de la doter de meilleurs processus de conversion profonde. 
Selon les statistiques de l'agence internationale de l'énergie, la production de carburant de la raffinerie ne suffit pas à la consommation du pays, qui importe une grande partie de son fioul lourd, son gazole et son essence. 
Un terminal flottant d'importation de gaz naturel liquéfié a ouvert ses portes en 2016 au large de Montego Bay. Il permet de déployer pour la première fois l'usage du gaz naturel sur l'île, permettant la conversion de centrales électrique et d'industries utilisant jusqu'ici le pétrole vers ce combustible moins coûteux et moins polluant.

## Secteur de l'électricité
La banque mondiale estime que 97 % de la population jamaïcaine a accès à l'électricité.
La production d'électricité est de 4,1 TWh en 2015, se décomposant comme suit :
- L'essentiel (3 700 GWh provient de centrales thermiques au pétrole. Il s'agit notamment des centrales de Bogue, Hunts Bay et Old Harbour.
- 169 GWh proviennent de la biomasse énergie.
- 129 GWh sont produits l'énergie hydraulique.
- 125 GWh proviennent de l'éolien.

## Énergies renouvelables
La Jamaïque étant producteur de canne à sucre, la bagasse, coproduit de la canne à sucre, est utilisée comme combustible, généralement en cogénération pour fournir à la fois de la chaleur pour l'industrie sucrière elle-même et de l'électricité pour le réseau .